# Bercianos del Real Camino
Bercianos del Real Camino es un municipio y villa española de la provincia de León, en la comunidad autónoma de Castilla y León. Pertenece al partido judicial de Sahagún y a la comarca tradicional de Las Matas. Cuenta con una población de 186 habitantes (INE 2024). 

## Historia
Así se describe a Bercianos del Real Camino en el tomo V del Diccionario geográfico-estadístico-histórico de España y sus posesiones de Ultramar, obra impulsada por el ministro de Hacienda Pascual Madoz a mediados del siglo XIX:

Villa en la provincia y diócesis de León (7 1/2 l e g .), partido  Jud.  De Sahagun (t 1/2), aud.  Terr. y ciudad g. de Valladolid (15), es cabecera  del ayuntamiento  De su nombre compuesto de los pueblos de el Burgo, Gruñeras, Calzadilla, Villamunio y el indicado Bercianos: srr.  En una altura, combatida por los vientos del N. y O. en especialidad, y con CLIMA seco pero saludable, pues no se conocen otras enfermedades comunes que las inflamacionas gástricas debidas á los alimentos fuertes y aires cálidos.  Tiene 70 CASAS, la de ayuntamiento: escuela de primeras letras, dotada con 300 reales  á la que asisten sobre 30 niños do ambos sexos; iglesia  Parr.  (San Salvador) servida por un cura, 2 ermitas, una de San Roque dentro de la población, y la otra de Ntra.  Sra.  De Perales á 1/4 do log.  E. sobre una colina, y una fuente do euyras buenas aguas se surten los veciudad  Para el consumo doméstico.  Confina N. Calzadilla de los llermanillos; E. Calzada del Coto; S. Gordaliza del Pino, y O. ol Burgo Ranero á 1/2 leg.  De dist.  Los 3 primeros y á 3/4 él último.  El TERRENO es pedregoso y de mala calidad* sin otras aguas que las de una laguna que hay como á 1 /2 cuarto de hora. S. déla v. que tendrá 1/4 de leg.  De circunferencia.  Por la parlo NE.  Se eleva un monte cubierto de varios arbustos. Los CAMINOS son locales esceptuándose uno que dirige á Sahagun, Carrion y Burgos; recibe el CORREO de la primera de las antedichas población  PROD.  : centeno, vino, algunas legumbres y yerbas de pasto: cria ganado vacuno y lanar; y caza do liebres y perdices, PORL.: de todo el ayuntamiento  231 veciudad, 1,039 almas  CAP.  PROD.  : 3.938,880 reales  IMP.: 204,776.  CONTR.  21,779 reales
Diccionario geográfico-estadístico-histórico de España y sus posesiones de Ultramar

## Demografía
Cuenta con una población de 186 habitantes (INE 2024).
| Gráfica de evolución demográfica de Bercianos del Real Camino entre 1842 y 2021                                       |
| |
| Población de derecho según los censos de población del INE. Población de hecho según los censos de población del INE. |

## Administración
| Periodo   | Nombre                     | Partido |
| --------- | -------------------------- | ------- |
| 2007-2011 | PP                         | PP      |

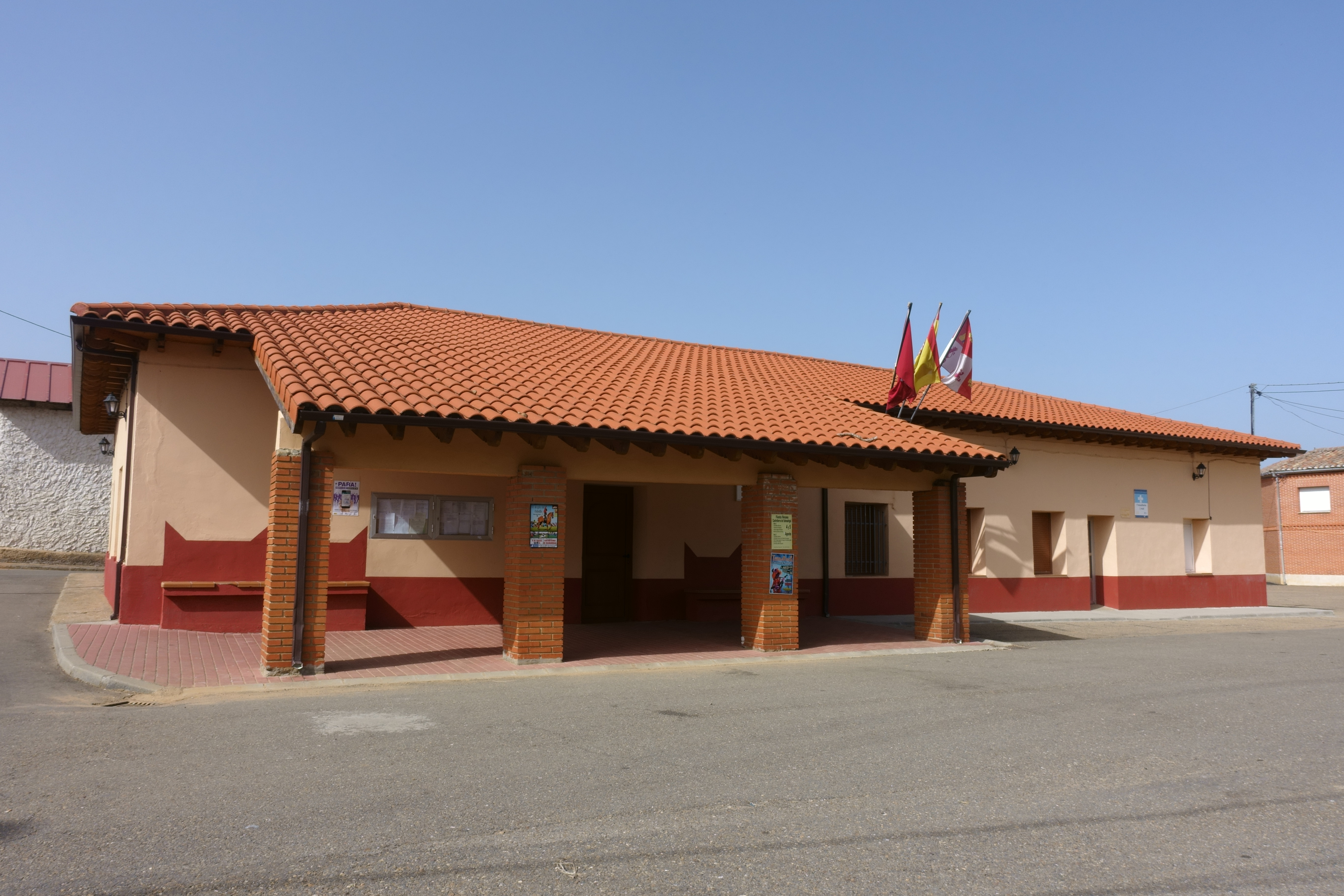
Casa consistorial

| 2011-2015 | Víctor Fidel Rueda García  | PP      |
| 2015-2019 | Víctor Fidel Rueda García  | PP      |
| 2023-act. | María Celeste Huerta Pérez | UPL     |

### Evolución de la deuda viva
El concepto de deuda viva contempla solo las deudas con cajas y bancos relativas a créditos financieros, valores de renta fija y préstamos o créditos transferidos a terceros, excluyéndose, por tanto, la deuda comercial.
| Gráfica de evolución de la deuda viva del ayuntamiento entre 2008 y 2014                             |
| |
| Deuda viva del ayuntamiento en miles de Euros según datos del Ministerio de Hacienda y Ad. Públicas. |

La deuda viva municipal por habitante en 2014 ascendía a 0 €.

## Comunicaciones
Bercianos se comunica mediante la A-231. El aeropuerto más cercano es el de León, a 47 kilómetros de Bercianos.